# История почты и почтовых марок Португальской Индии
История почты и почтовых марок Португальской Индии описывает развитие почтовой связи в Португальской Индии (Гоа, Даман, Диу), бывшей португальской колонии на территории Индии.

## Развитие почты
История почты Португальской Индии начинается с обмена письмами между вице-королем и королевским двором в Лиссабоне вскоре после завоевания Старого Гоа Афонсу де Албукерке в 1510 году. Письма, написанные в трех экземплярах, перевозились на отдельных судах из-за опасностей плавания. Почта также доставлялась по сухопутному маршруту. Первая почтовая связь Португальской Индии носила официальный характер, и теперь корреспонденцию можно найти в музеях, государственных и церковных архивах.
Известно, что регулярная почтовая связь с Лиссабоном осуществлялась с 1825 года. Почтовые штемпеля Португальской Индии известны с 1854 года, когда в Гоа открылось почтовое отделение, а в Дамане — экстерриториальное почтовое отделение Британской Ост-Индской компании. В 1880 году в Диу открылось почтовое отделение Португальской Индии.
Почтовое отделение Британской Ост-Индской компании в Дамане, где продавались почтовые марки Британской Индии, функционировало в период с 1854 года по ноябрь 1883 года. На почтовом штемпеле Дамана было изображено число «13» в пределах наклонных вниз диагональных полос, это был почтовый штемпель «использованного за рубежом» «типа 4» Renouf. Почтовые марки Британской Индии также имелись в наличии в португальском почтовом отделении в Гоа в период с 1854 года по 1877 год.
До создания Всемирного почтового союза в 1874 году каждая страна должна была заключать отдельный почтовый договор с каждой другой страной, с которой она осуществляла международный почтовый обмен. Португалия заключила почтовую конвенцию с Великобританией, поэтому почтовые отправления направлялись через Бомбей и перевозились британскими пакетботами.

## Выпуски почтовых марок

### Первые марки
Первые почтовые марки Португальской Индии были выпущены 1 октября 1871 года. Они были выпущены для местного обращения на территории колонии. Для международных почтовых отправлений требовались почтовые марки Британской Индии.
Дизайн этих первых почтовых марок просто состоял из номинала в центре, с овальной полосой, содержащей надписи порт. «SERVIÇO POSTAL» и «India Port.» («Португальская Индия»). Штампы вырезались несколько раз, а марки печатались на нескольких видах бумаги, что привело к чрезвычайно сложной ситуации, которая была тщательно изучена: были идентифицированы около 55 типов марок, выпущенных в период с 1871 года по 1877 год, некоторые из которых довольно редки.

### Стандартные выпуски
В 1877 году Португалия включила Индию в свой стандартный «коронный» выпуск с девятью номиналами от 5 рупий до 300 рупий. Эти марки закончились в 1881 году, и на старых местных почтовых марках были сделаны надпечатки различных новых номиналов, в результате чего появились почти 100 разных типов марок. Дополнительные «коронные» почтовые марки прибыли в 1882 году, но в следующем году были дополнены дополнительными номиналами марок оригинального местного дизайна.
Начиная с 1886 года, стандартные выпуски почтовых марок близко соответствовали выпускам других колоний, главным исключением стала серия марок с надпечатками нового номинала в 1912 году, изготовленная перфорированием существующих почтовых марок по вертикали посередине и надпечаткой нового номинала с каждой стороны.
В 1887—1895 годах почтовые марки колонии содержали надпись порт. «India Portugueza» («Португальская Индия»).
В период с 1898 года по 1943 года на почтовых марках Португальской Индии имелась надпись порт. «India, Correio» («Индия, почта»).
С 1946 года на почтовых марках Португальской Индии была надпись порт. «Estado da India» («?»).

### Памятные марки
В 1925 году выпуском памятной марки было отмечено 400-летие со дня смерти Васко да Гамы, а в декабре 1931 года серия из шести марок была посвящена возношению святого Франциска Ксаверия, проходившему в Гоа. Серии почтовых марок, выпущенные в 1946 и 1948 годах, были посвящены выдающимся историческим личностям, связанным с колонией.
Первая филателистическая выставка Португальской Индии в Гоа в 1952 году была отмечена двумя почтовыми марками: одна воспроизводит рисунок первого выпуска, на другой изображён святой Франциск Ксаверий. На марках надпись «India 1931», «Comemorativo da Exposicao de S. Francisco Xavier».
Стандартная серия в 1956 году отметила 450-летие португальских поселений в Индии и содержала портреты и карты старых фортов, а на серии 1959 года были изображены различные монеты.
Первый почтовый блок Португальской Индии вышел в 1946 году.

### Последние выпуски
Последний стандартный выпуск вышел 25 июня 1960 года в ознаменование 500-летия со дня смерти инфанта Генриха Мореплавателя. Почтовые марки Индии впервые поступили в обращение 29 декабря 1961 года, хотя прежние почтовые марки оставались в обращении до 5 января 1962 года. С 1962 года в обращении индийские почтовые марки.
Португалия продолжала выпуск марок для своей утраченной колонии, однако ни одна из них никогда не продавалась в почтовых отделениях колонии и поэтому они не считаются почтовыми марками.

## Другие виды почтовых марок
Помимо регулярных (стандартных и памятных) выпусков почтовых марок в Португальской Индии эмитировались авиапочтовые, доплатные и почтово-налоговые марки.

### Авиапочтовые
Первые авиапочтовые марки этой колонии появились в 1938 году.

### Доплатные
Надпись на доплатных марках в 1904—1914 годах порт. «India, Porteado» («Индия, доплата»). Надпись на выпущенных в 1945 году доплатных виньетках: порт. «Imperio Colonial Portugues» («Португальская колониальная империя»).

## Дадра и Нагар-Хавели
Территории Дадра и Нагар-Хавели были освобождены от португальского владычества в 1954 году и фактически были независимыми до их официального включения в состав Индии после аннексии Гоа в 1961 году. В течение этих лет почтовые отправления из Дадры и Нагар-Хавели пересылались через индийский город Вапи, расположенный недалеко от границы. Первоначально на оставшихся запасах почтовых марок Португальской Индии была сделана надпечатка англ. «Liberated areas» («Освобождённые территории») в две строки.